# 社会基盤メンテナンス教育センター
社会基盤メンテナンス教育センター（しゃかいきばんめんてなんすきょういくセンター、英称:Infrastructure Maintenance Educational Center）は、京都府舞鶴市にある日本の国立高等専門学校である舞鶴工業高等専門学校内に、2014年（平成26年）1月23日に開設された。略称はiMec（アイメック）。

## 講習会
- 基礎編（橋梁点検）
- 応用編（橋梁点検）
- 舗装と防水層
- コンクリートの品質管理
- 地盤と斜面（3日間コース）

## 技術資格
- 准橋梁点検技術者
- 橋梁点検技術者（品確技資第170号、品確技資第183号）

## 所在地
- 京都府舞鶴市字白屋234番地
独立行政法人国立高等専門学校機構　舞鶴工業高等専門学校内